# Марія Курйо
Марія Курйо (нім. Maria Kurjo, 10 грудня 1989) — німецька стрибунка у воду.
Учасниця Олімпійських Ігор 2012, 2016 років.
Чемпіонка Європи з водних видів спорту 2016 року, призерка 2013, 2014, 2018 років.